# Francisco Javier Lauzurica y Torralba
Francisco Javier Lauzurica y Torralba (Yurreta, Vizcaya, 3 de diciembre de 1890 - Madrid, 12 de abril de 1964) fue un arzobispo español. Ocupó los cargos de obispo de Palencia (1943-1949), obispo de Oviedo (1949-1954) y arzobispo de Oviedo (1954-1964).

## Biografía

### Primeros años y formación
Nació en Yurreta, que por aquel entonces era un barrio de Durango. Inicia sus estudios eclesiásticos en el Colegio de los jesuitas de Durango, continuándolos en la Universidad Pontificia de Comillas, donde obtuvo los doctorados en Filosofía, en Sagrada Teología y en Derecho canónico.

### Vida sacerdotal y docente
El 2 de junio de 1917 fue ordenado sacerdote. Desde su ordenación ocupó diversos cargos: canónigo archivero de la Concatedral de Logroño (1921); profesor de Filosofía y director de disciplina del Seminario de Logroño (1922); penitenciario de la Catedral de Zamora (1924) y rector del Seminario de Valencia (1925).

### Episcopado
El 20 de febrero de 1931 fue nombrado obispo titular de Siniando (Turquía) por el papa Pío XI y posteriormente obispo auxiliar del arzobispo Prudencio Melo y Alcalde en Valencia. 

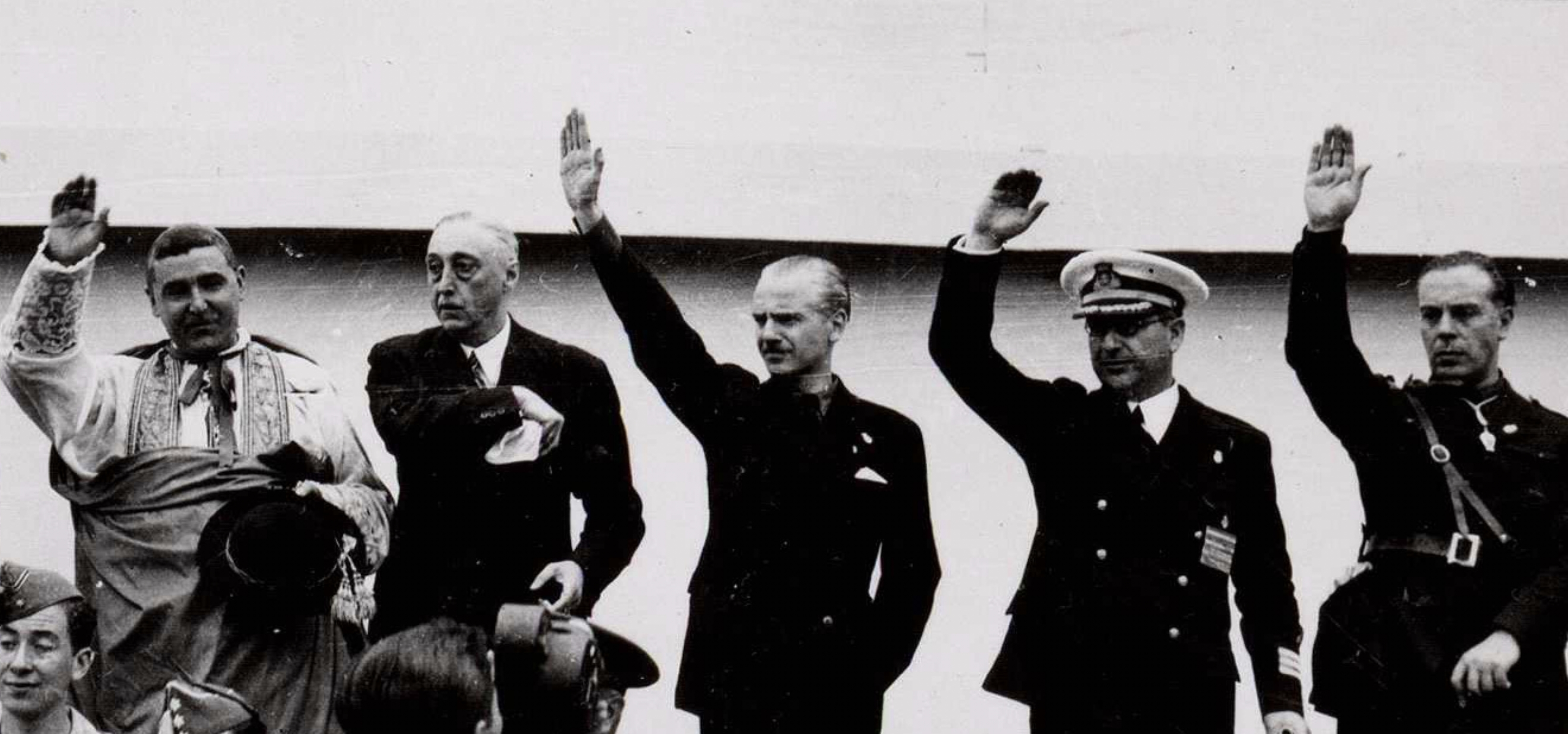
El obispo Lauzurica (izquierda) saluda brazo en alto durante el desfile del aniversario de la «liberación de Bilbao», acompañado de varios ministros franquistas (conde de Rodezno, Ramón Serrano Suñer, Juan Antonio Suanzes). 19 de junio de 1938.

La Guerra civil española le sorprendió en el País Vasco, donde gracias a unos amigos nacionalistas vascos consiguió pasar a la zona nacional y salvar la vida. Se hizo cargo de la Diócesis de Vitoria el 14 de septiembre de 1939 tras la forzada renuncia de obispo Mateo Múgica. En dicha diócesis impulsó el seminario, mientras tenía lugar un importante movimiento sacerdotal en la diócesis alavesa. En 1939, Lauzurica prologó la primera edición del libro Camino, escrito por su amigo Josemaría Escrivá.
El 10 de junio de 1943 fue nombrado obispo de Palencia. El 8 de abril de 1949 fue nombrado obispo de Oviedo, y el 29 de octubre de 1954 arzobispo al ser elevada la diócesis a sede metropolitana.
A la edad de 69 años comenzó a sufrir los síntomas de la arterioesclerosis, por lo que el 25 de diciembre de 1959 abandonó el gobierno activo de la diócesis. El 10 de enero de 1962, debido a su delicado estado de salud, se trasladó a vivir a Madrid. Su estado de salud se fue deteriorando hasta que el 11 de abril de 1964 sufrió una trombosis cerebral y falleció al día siguiente. Su cuerpo fue embalsamado y trasladado a Oviedo, donde fue enterrado en la capilla de Covadonga de la catedral.

## Distinciones
- Gran Cruz del Mérito Civil (1946).[5]
- Gran Cruz de San Raimundo de Peñafort (1957).[6]